# Gran Premi Ciclista de Montreal 2012
El Gran Premi Ciclista de Montreal 2012 fou la 3a edició del Gran Premi Ciclista de Montreal i es disputà el 9 de setembre de 2012. Aquesta era la 26a de l'UCI World Tour 2012. El vencedor fou el noruec Lars Petter Nordhaug (Team Sky) que s'imposà per dos segons a l'italià Moreno Moser (Liquigas-Cannondale) i el rus Aleksandr Kólobnev (Team Katusha).

## Equips participants
El 18 equips UCI World Tour són presents en aquesta cursa, així com tres equips continentals professionals convidats: Team Europcar, Cofidis i l'equip canadenc SpiderTech-C10.
| Núm     | Codi | Equip                   |
| ------- | ---- | ----------------------- |
| 1-8     | MOV  | Movistar Team           |
| 11-18   | GRS  | Garmin-Sharp            |
| 21-28   | BMC  | BMC Racing Team         |
| 31-38   | EUC  | Team Europcar           |
| 41-48   | SKY  | Team Sky                |
| 51-58   | LIQ  | Liquigas-Cannondale     |
| 61-68   | OPQ  | Omega Pharma-Quick Step |
| 71-78   | KAT  | Team Katusha            |
| 81-88   | OGE  | Orica-GreenEDGE         |
| 91-98   | AST  | Astana Qazaqstan Team   |
| 101-108 | LTB  | Lotto-Belisol           |

| Núm     | Codi | Equip             |
| ------- | ---- | ----------------- |
| 111-118 | RAB  | Rabobank ProTeam  |
| 121-128 | RNT  | RadioShack-Nissan |
| 131-138 | EUS  | Euskaltel–Euskadi |
| 141-148 | LAM  | Lampre-ISD        |
| 151-158 | VCD  | Vacansoleil-DCM   |
| 161-168 | FDJ  | FDJ-BigMat        |
| 171-178 | ALM  | AG2R La Mondiale  |
| 181-188 | STB  | Team Saxo-Tinkoff |
| 191-198 | COF  | Cofidis           |
| 201-208 | SPI  | SpiderTech-C10    |

## Classificació final
| #  | Ciclista                   | Equip               | Temps      | Punts UCI |
| -- | -------------------------- | ------------------- | ---------- | --------- |
| 1  | Lars Petter Nordhaug (NOR) | Team Sky            | 5h 28' 29" | 80        |
| 2  | Moreno Moser (ITA)         | Liquigas-Cannondale | + 2"       | 60        |
| 3  | Aleksandr Kólobnev (RUS)   | Team Katusha        | + 2"       | 50        |
| 4  | Simon Gerrans (AUS)        | Orica-GreenEDGE     | + 4"       | 40        |
| 5  | Edvald Boasson Hagen (NOR) | Team Sky            | + 4"       | 30        |
| 6  | Björn Leukemans (BEL)      | Vacansoleil-DCM     | + 5"       | 22        |
| 7  | Jürgen Roelandts (BEL)     | Lotto-Belisol       | + 5"       | 14        |
| 8  | Rui Costa (POR)            | Movistar Team       | + 5"       | 10        |
| 9  | Luca Paolini (ITA)         | Team Katusha        | + 5"       | 6         |
| 10 | Tony Gallopin (FRA)        | RadioShack-Nissan   | + 5"       | 2         |